# 1434
| [ Edytuj tabelę ]                          | |
| Król Polski                                | - 1386 Władysław II Jagiełło 1434 - 1434 Władysław III Warneńczyk 1444                                      |
| Współksiążęta Andory                       | - 1416 Francesc de Tovia 1436 - 1412 Jan I 1436                                                             |
| Król Anglii                                | - 1422 Henryk VI 1461                                                                                       |
| Król Aragonii i Walencji, hrabia Barcelony | - 1416 Alfons V Aragoński 1458                                                                              |
| Władca Azteków                             | - 1427 Itzcoatl 1440                                                                                        |
| Elektor Brandenburgii                      | - 1415 Fryderyk I 1440                                                                                      |
| Książę Bawarii-Ingolstadt                  | - 1413 Ludwik VII Brodaty 1443                                                                              |
| Książę Bawarii-Landshut                    | - 1393 Henryk XVI Bogaty 1450                                                                               |
| Książę Bawarii-Monachium                   | - 1397 Ernest 1438                                                                                          |
| Książę Burgundii                           | - 1419 Filip III Dobry 1467                                                                                 |
| Cesarz Bizancjum                           | - 1425 Jan VIII Paleolog 1448                                                                               |
| Sułtan Brunei                              | - 1433 Sulaiman 1473                                                                                        |
| Cesarz Chin                                | - 1425 Xuande 1435                                                                                          |
| Król Cypru                                 | - 1432 Jan II 1458                                                                                          |
| Król Czech                                 | - 1420 bezkrólewie 1436                                                                                     |
| Król Danii                                 | - 1396 Eryk Pomorski 1439                                                                                   |
| Dalajlama                                  | - 1391 Gendun Drup 1474                                                                                     |
| Władca Egiptu                              | - 1422 Barsbaj 1437                                                                                         |
| Cesarz Etiopii                             | - 1433 Amde Ijesus 1434 - 1434 Zara Jaykob Konstantyn 1468                                                  |
| Król Francji                               | - 1422 Karol VII 1461                                                                                       |
| Król Gruzji                                | - 1412 Aleksander 1442                                                                                      |
| Hrabia Holandii                            | - 1433 Filip III Dobry (z Burgundii) 1467                                                                   |
| Władca Inków                               | - 1410 Viracocha 1438                                                                                       |
| Cesarz Japonii                             | - 1428 Go-Hanazono 1464                                                                                     |
| Kalif                                      | - 1414 Al-Mu’tadid II 1441                                                                                  |
| Król Kastylii i Leónu                      | - 1406 Jan II Kastylijski 1454                                                                              |
| Patriarcha Konstantynopola                 | - 1416 Józef II 1439                                                                                        |
| Władca Korei                               | - 1418 Sejong Wielki 1450                                                                                   |
| Najwyższy książę litewski                  | - 1401 Jagiełło 1434                                                                                        |
| Wielki książę litewski                     | - 1432 Zygmunt Kiejstutowicz 1440                                                                           |
| Cesarz Majapahitu                          | - 1429 Suhita 1447                                                                                          |
| Sułtan Maroka                              | - 1421 Abdulhak II 1465                                                                                     |
| Książę Mediolanu                           | - 1412 Filip Maria 1447                                                                                     |
| Wielki książę moskiewski                   | - 1425 Wasyl II Ślepy 1462                                                                                  |
| Król Nawarry                               | - 1425 Blanka I z Nawarry i Jan II Aragoński 1441                                                           |
| Król Norwegii                              | - 1396 Eryk Pomorski 1442                                                                                   |
| Sułtan Omanu                               | - 1406 Machzum ibn al-Fallah 1435                                                                           |
| Elektor Palatynatu                         | - 1410 Ludwik III 1436                                                                                      |
| Papież                                     | - 1431 Eugeniusz IV 1447                                                                                    |
| Król Portugalii                            | - 1433 Edward I 1438                                                                                        |
| Cesarz Rzymski (niemiecki)                 | - 1410 Zygmunt Luksemburski 1437                                                                            |
| Kapitanowie Regenci San Marino             | - 1433 Antonio di Benedetto Barnaba di Antonio Lunardini 1434 - 1434 Benetino di Paolino Luigi di Vita 1435 |
| Despota Serbii                             | - 1429 Jerzy I Branković 1456                                                                               |
| Elektor Saksonii                           | - 1428 Fryderyk II Łagodny 1464                                                                             |
| Król Szkocji                               | - 1406 Jakub I 1437                                                                                         |
| Król Szwecji                               | - 1396 Eryk XIII Pomorski 1439                                                                              |
| Król Tajlandii                             | - 1424 Borommaracha Thirat II 1448                                                                          |
| Sułtan Turków                              | - 1421 Murad II 1444                                                                                        |
| Doża Wenecji                               | - 1423 Francesco Foscari 1457                                                                               |
| Król Węgier                                | - 1387 Zygmunt Luksemburski 1437                                                                            |
| Cesarz Wietnamu                            | - 1433 Lê Thái Tông 1442                                                                                    |
| Wielki mistrz zakonu krzyżackiego          | - 1422 Paul Bellitzer von Russdorff 1441                                                                    |

Rok 1434 / MCDXXXIV
stulecia: XIV wiek ~
XV wiek ~
XVI wiek

lata: 1424 «
1429 «
1430 «
1431 «
1432 «
1433 «
1434
» 1435
» 1436
» 1437
» 1438
» 1439
» 1444

## Wydarzenia w Polsce
- 27 lutego – wielki książę litewski Zygmunt Kiejstutowicz odnowił w Grodnie zapisy złączenia i podległości Litwy Koronie Polskiej.
- 6 maja – wielki książę litewski Zygmunt Kiejstutowicz wydał przywilej zrównujący w prawach bojarów litewskich i ruskich.
- 1 czerwca – śmierć króla Władysława Jagiełły.
- 11 czerwca – przywiezienie zwłok królewskich, króla Władysława Jagiełły do Krakowa.
- 18 czerwca – uroczystości pogrzebowe króla Władysława Jagiełły w katedrze wawelskiej. Mszę żałobną celebrował arcybiskup gnieźnieński Wojciech Jastrzębiec.
- Czerwiec – biskup krakowski Zbigniew Oleśnicki zwołał do Poznania radę wielmożów z terenów północnej i zachodniej Polski na której powierzono tron królewski królewiczowi Władysławowi.
- 25 lipca – koronacja Władysława III Warneńczyka.

## Wydarzenia na świecie
- 14 kwietnia – położono kamień węgielny pod budowę katedry św. Piotra i Pawła w Nantes.
- 30 maja – husyci ponieśli ostateczną klęskę pod Lipanami. W bitwie zginął wódz taborytów Prokop Wielki.
- 31 lipca – nabożeństwo żałobne za duszę króla Władysława Jagiełły, dla ojców soboru bazylejskiego. Kazanie wygłosił mistrz Mikołaj Kozłowski, który gloryfikował działalność zmarłego króla na polu chrystianizacji Litwy.

## Urodzili się
- 25 marca – Eustochia Esmeralda Calafato, włoska klaryska, święta katolicka (zm. 1485)
- 18 września - Eleonora Aviz, infantka portugalska, cesarzowa niemiecka (zm. 1467)

- Serafina Sforza, włoska klaryska, błogosławiona katolicka (zm. 1478)

## Zmarli
- 30 maja
  - Prokop Wielki, czeski przywódca taborytów (ur. ?)
  - Prokop Mały, czeski przywódca i kaznodzieja sierotek (ur. ?)
- 1 czerwca – Władysław II Jagiełło, wielki książę litewski i król Polski (ur. prawdopodobnie 1352)
- 19 czerwca – Aleksandra, księżna mazowiecka, wdowa po księciu Mazowsza Siemowicie IV.